# مديرية الطلح

تعديل مصدري - تعديل

مديرية الطلح هي إحدى مديريات محافظة شبوة في اليمن. بلغ عدد سكانها 9404 نسمة عام 2004.